# Yaiba, o Pequeno Samurai
Kenyū Densetsu Yaiba (剣勇伝説YAIBA, lit. A lenda do espadachim Yaiba), e conhecido em Portugal como Yaiba, o Pequeno Samurai é uma série de mangá do gênero shōnen criada por Gosho Aoyama. Foi publicado pela Shogakukan na revista Weekly Shōnen Sunday em um tankōbon de 24 volumes e que mais tarde foi reeditada pelas edições "Wide Ban", em 12 tomos mais grossos. Em 1993 recebeu o Prêmio de Mangá Shogakukan.
Em Portugal o anime foi emitido pela TVI com dobragem portuguesa.

## Enredo
Yaiba Kurogane, é um menino que quer se tornar o melhor samurai. Desde criança, foi treinado em uma ilha remota com seu pai, Kenjuro Kurogane. Para aprender a ser um verdadeiro samurai, regressa à casa com seus animais de estimação, um tigre chamado Kagetora e um abutre chamado Shonosuke. É lá que ele conhece o rival de seu pai e sua filha chamada Sayaka Mine. Um dia, Yaiba se aproxima de Sayaka do instituto e conhece Takeshi Onimaru, capitão da equipe de kendō do instituto, que o desafia e mostra quem é o mais forte. E Yaiba ganha o jogo.
Takeshi, cego por sua derrota em frente a Yaiba, decide usar uma espada lendária, uma herança de sua família, na qual está contido o espírito do Deus do Vento, deixando-o ser possuído por ele e tornando-se assim um demônio. Depois disso, Yaiba é facilmente derrotado. Por isso decide marchar até a montanha em busca da espada do Deus Relâmpago para combater Takeshi, assim seguindo o seu caminho, só que não deixa que o Deus decida dominar ele e assim controlar o poder, graças ao treinamento que levou de Musashi Miyamoto, um lendário samurai.
Após as aventuras de Yaiba aparecem mais esferas do poder diferentes que são acoplados a furo da espada do Deus do relâmpago que proverá o apoio necessário para enfrentar os novos desafios e derrotar os inimigos mais poderosos, e, finalmente, chegar a esfera definitiva, ou seja a do "Deus Dragão".

## Banda sonora
- Abertura: "Yuuki ga Areba" (勇気があれば, Isto é o Valor) de Kabuki Rocks.

- Encerramento: "Shinjigakunaki Tatakai" (神智学無き戦い, Batalha Teosófica) de Kabuki Rocks.

## Dobragem Portuguesa
- Yaiba Kurogane - Tiago Caetano
- Homem-Aranha/Musashi Miyamoto - Quimbé
- Sayaka Mine - Sandra De Castro
- Takeshi/Kojiro Sasaki- Vítor Freitas
- Jubei Yagyu/Dr. Mãos-de-Ferro - Miguel Feijão
- Director de dobragem: Miguel Feijão
- Tradução:: Manuela Jorge
- Estúdio de dobragem: Nacional Filmes

## Curiosidades
- O nome Miyamoto Musashi também aparece em Dr. Slump, e Yubei Yagyu em Samurai Shodown e Benkei em Flint, o Detective do Tempo.
- Yaiba está relacionado no mesmo universo ficcional que Detective Conan.
- As estátuas do diabo do vento e do deus do trovão aparecem como cameo no ova 2 de Fatal Fury na cena da luta de Andy Bogard contra Jubei Yamada.

## Ligações Externas
- Yaiba, o Pequeno Samurai (mangá) na enciclopédia do Anime News Network (em inglês)
- Yaiba, o Pequeno Samurai (anime) na enciclopédia do Anime News Network (em inglês)